# Yeni yol (Şəmkir)
Yeni yol è un comune dell'Azerbaigian situato nel distretto di Şəmkir. 